# Mermerus thorelli
Mermerus thorelli – gatunek kosarza z podrzędu Laniatores i rodziny Assamiidae.

## Występowanie
Gatunek występuje na Borneo.